# 薩查瓦卡約克湖
12°53′43.95″S 69°21′30.88″W / 12.8955417°S 69.3585778°W
薩查瓦卡約克湖（西班牙語：Lago Sachavacayoc），是秘魯的湖泊，位於該國東南部馬德雷德迪奧斯大區，由坦博帕塔省的坦博帕塔區負責管轄，處於坦博帕塔河附近。